# Prémios do Cinema Europeu de 2006
A 19ª Edição dos Prémios do Cinema Europeu (em inglês: 19th European Film Awards) foi apresentada no dia 2 de dezembro de 2006, por Sophie Marceau e Maciej Stuhr. Esta edição ocorreu em Varsóvia, Polónia.

## Vencedores e nomeados
A cor de fundo       indica os vencedores.

### Melhor filme
| Filme                           | Título no Brasil          | Título em Portugal      | Diretor/Realizador                  | Produção (país)                |
| ------------------------------- | ------------------------- | ----------------------- | ----------------------------------- | ------------------------------ |
| Das Leben der Anderen           | A Vida dos Outros         | As Vidas dos Outros     | Florian Henckel von Donnersmarck    | Alemanha                       |
| Breakfast on Pluto              | Café da Manhã em Plutão   | Breakfast on Pluto      | Neil Jordan                         | Irlanda / Reino Unido          |
| Grbavica                        | Em Segredo                | Filha da Guerra         | Jasmila Žbanić                      | Bósnia e Herzegovina / Croácia |
| The Road to Guantanamo          | O Caminho para Guantanamo | A Caminho de Guantánamo | Michael Winterbottom Mat Whitecross | Reino Unido                    |
| Volver                          | Volver                    | Volver - Voltar         | Pedro Almodóvar                     | Espanha                        |
| The Wind That Shakes the Barley | Ventos da Liberdade       | Brisa de Mudança        | Ken Loach                           | Irlanda                        |

### Melhor realizador/diretor
| Realizador/Diretor                  | Nacionalidade (país) | Filme                           | Título no Brasil          | Título em Portugal               |
| ----------------------------------- | -------------------- | ------------------------------- | ------------------------- | -------------------------------- |
| Pedro Almodóvar                     | Espanha              | Volver                          | Volver                    | Volver - Voltar                  |
| Susanne Bier                        | Dinamarca            | Efter brylluppet                | Depois do Casamento       |                                  |
| Emanuele Crialese                   | Itália               | Nuovomondo                      | Novo Mundo                | Golden Door - A Porta da Fortuna |
| Florian Henckel von Donnersmarck    | Alemanha             | Das Leben der Anderen           | A Vida dos Outros         | As Vidas dos Outros              |
| Ken Loach                           | Reino Unido          | The Wind That Shakes the Barley | Ventos da Liberdade       | Brisa de Mudança                 |
| Michael Winterbottom Mat Whitecross | Reino Unido          | The Road to Guantanamo          | O Caminho para Guantanamo | A Caminho de Guantánamo          |

### Melhor ator
| Ator               | Nacionalidade (país) | Filme                                              | Título no Brasil                            | Título em Portugal                  |
| ------------------ | -------------------- | -------------------------------------------------- | ------------------------------------------- | ----------------------------------- |
| Ulrich Mühe        | Alemanha             | Das Leben der Anderen                              | A Vida dos Outros                           | As Vidas dos Outros                 |
| Patrick Chesnais   | França               | Je ne suis pas là pour être aimé                   |                                             |                                     |
| Jesper Christensen | Dinamarca            | Drabet                                             |                                             |                                     |
| Mads Mikkelsen     | Dinamarca            | Efter brylluppet                                   | Depois do Casamento                         |                                     |
| Cillian Murphy     | Irlanda              | The Wind That Shakes the Barley Breakfast on Pluto | Ventos da Liberdade Café da Manhã em Plutão | Brisa de Mudança Breakfast on Pluto |
| Silvio Orlando     | Itália               | Il caimano                                         | O Crocodilo                                 | O Caimão                            |

### Melhor atriz
| Atriz             | Nacionalidade (país) | Filme                    | Título no Brasil            | Título em Portugal          |
| ----------------- | -------------------- | ------------------------ | --------------------------- | --------------------------- |
| Penélope Cruz     | Espanha              | Volver                   | Volver                      | Volver - Voltar             |
| Nathalie Baye     | França               | Le petit lieutenant      | O Pequeno Tenente           | A Outra Face da Lei         |
| Martina Gedeck    | Alemanha             | Das Leben der Anderen    | A Vida dos Outros           | As Vidas dos Outros         |
| Sandra Hüller     | Alemanha             | Requiem                  | Réquiem                     |                             |
| Mirjana Karanović | Sérvia               | Grbavica                 | Em Segredo                  | Filha da Guerra             |
| Sarah Polley      | Canadá               | The Secret Life of Words | A Vida Secreta das Palavras | A Vida Secreta das Palavras |

### Melhor argumentista/roteirista
| Argumentista/Roteirista          | Nacionalidade (país) | Filme                           | Título no Brasil         | Título em Portugal        |
| -------------------------------- | -------------------- | ------------------------------- | ------------------------ | ------------------------- |
| Florian Henckel von Donnersmarck | Alemanha             | Das Leben der Anderen           | A Vida dos Outros        | As Vidas dos Outros       |
| Pedro Almodóvar                  | Espanha              | Volver                          | Volver                   | Volver - Voltar           |
| Paul Laverty                     | Reino Unido          | The Wind That Shakes the Barley | Ventos da Liberdade      | Brisa de Mudança          |
| Corneliu Porumboiu               | Roménia              | A fost sau n-a fost?            | 12:08 Leste de Bucareste | 12:08 a Este de Bucareste |

### Melhor diretor de fotografia
| Diretor de fotografia | Nacionalidade (país) | Filme                           | Título no Brasil      | Título em Portugal    |
| --------------------- | -------------------- | ------------------------------- | --------------------- | --------------------- |
| Barry Ackroyd         | Reino Unido          | The Wind That Shakes the Barley | Ventos da Liberdade   | Brisa de Mudança      |
| José Luis Alcaine     | Espanha              | Volver                          | Volver                | Volver - Voltar       |
| Roman Osin            | Reino Unido          | Pride and Prejudice             | Orgulho e Preconceito | Orgulho e Preconceito |
| Timo Salminen         | Finlândia            | Laitakaupungin valot            | Luzes na Escuridão    | Luzes no Crepúsculo   |

### Melhor compositor
| Compositor                    | Nacionalidade (país)     | Filme                 | Título no Brasil           | Título em Portugal    |
| ----------------------------- | ------------------------ | --------------------- | -------------------------- | --------------------- |
| Alberto Iglesias              | Espanha                  | Volver                | Volver                     | Volver - Voltar       |
| Tuomas Kantelinen             | Finlândia                | Äideistä parhain      | Minha Vida Sem Minhas Mães |                       |
| Dario Marianelli              | Itália                   | Pride and Prejudice   | Orgulho e Preconceito      | Orgulho e Preconceito |
| Gabriel Yared Stéphane Moucha | Líbano · Chéquia/ França | Das Leben der Anderen | A Vida dos Outros          | As Vidas dos Outros   |

### Melhor documentário
| Documentário             | Título no Brasil        | Título em Portugal  | Diretor/Realizador   | Produção (país) |
| ------------------------ | ----------------------- | ------------------- | -------------------- | --------------- |
| Die große Stille         |                         | O Grande Silêncio   | Philip Gröning       | Alemanha        |
| 37 Uses for a Dead Sheep |                         |                     | Ben Hopkins          | Reino Unido     |
| Dreaming by Numbers      |                         |                     | Anna Bucchetti       | Países Baixos   |
| La casa de mi abuela     |                         | A Casa da Minha Avó | Adán Aliaga          | Espanha         |
| Maradona, un gamin en or |                         |                     | Jean-Christophe Rosé | França          |
| Moadon beit hakvarot     |                         |                     | Tali Shemesh         | Israel          |
| Rybak i tantsovshitsa    |                         |                     | Valeriy Solomin      | Rússia          |
| Unser täglich Brot       | O Pão Nosso de Cada Dia |                     | Nikolaus Geyrhalter  | Áustria         |

### Filme revelação
| Filme        | Título no Brasil | Título em Portugal | Diretor/Realizador | Produção (país)  |
| ------------ | ---------------- | ------------------ | ------------------ | ---------------- |
| 13 Tzameti   | 13 Tzameti       |                    | Géla Babluani      | França / Geórgia |
| Z odzysku    |                  |                    | Sławomir Fabicki   | Polónia          |
| Pingpong     |                  |                    | Matthias Luthardt  | Alemanha         |
| Friss levegö |                  |                    | Ágnes Kocsis       | Hungria          |

### Prémio FIPRESCI
| Filme                | Título no Brasil   | Título em Portugal   | Diretor/Realizador | Produção (país) |
| -------------------- | ------------------ | -------------------- | ------------------ | --------------- |
| Les amants réguliers | Amantes Constantes | Os Amantes Regulares | Philippe Garrel    | França          |

### Melhor curta-metragem
Os nomeados para Melhor Curta-Metragem foram selecionados por um júri independente em vários festivais de cinema por toda a Europa.
| Curta-metragem            | Diretor/Realizador             | Produção (país) | Festival                  |
| ------------------------- | ------------------------------ | --------------- | ------------------------- |
| Before Dawn               | Bálint Kenyeres                | Hungria         | Festival de Tampere       |
| Delivery                  | Till Nowak                     | Alemanha        | Festival de Gent          |
| Vincent                   | Giulio Ricciarelli             | Alemanha        | Festival de Valladolid    |
| Pistache                  | Valérie Pirson                 | França          | Festival de Angers        |
| Meander                   | Joke Liberge                   | Bélgica         | Festival de Roterdão      |
| El Cerco                  | Ricardo Íscar Nacho Martín     | Espanha         | Festival de Berlim        |
| For intérieur             | Patrick Poubel                 | França          | Festival de Cracóvia      |
| Sniffer                   | Bobbie Peers                   | Noruega         | Festival de Grimstad      |
| By the Kiss               | Yann Gonzalez                  | França          | Festival de Vila do Conde |
| Zakaria                   | Gianluca Massimiliano De Serio | Itália          | Festival de Edimburgo     |
| Sretan put nedime         | Marko Šanti                    | Eslovênia       | Festival de Sarajevo      |
| The Making of Parts       | Daniel Elliott                 | Reino Unido     | Festival de Veneza        |
| Comme un air              | Yohann Gloaguen                | França          | Festival de Drama         |
| Aldrig som första gången! | Jonas Odell                    | Suécia          | Festival de Cork          |

### Prémio de carreira
- Roman Polański

### Prémio de mérito europeu no Cinema Mundial
- Jeremy Thomas

### Prémio de contribuição artística
| Pessoa(s)                      | Atividade         | Filme                | Título no Brasil  | Título em Portugal   |
| ------------------------------ | ----------------- | -------------------- | ----------------- | -------------------- |
| Pierre Pell Stéphane Rozenbaum | Diretores de arte | La science des rêves | Sonhando Acordado | A Ciência dos Sonhos |

### Prémio do Público
O vencedor do Prémio Escolha do Público foi escolhido por votação on-line.
| Filme                                          | Título no Brasil                           | Título em Portugal                        | Diretor/Realizador                | Produção (país) |
| ---------------------------------------------- | ------------------------------------------ | ----------------------------------------- | --------------------------------- | --------------- |
| Volver                                         | Volver                                     | Volver - Voltar                           | Pedro Almodóvar                   | Espanha         |
| Adams æbler                                    | Entre o Bem e o Mau                        |                                           | Anders Thomas Jensen              | Dinamarca       |
| Elementarteilchen                              |                                            |                                           | Oskar Roehler                     | Alemanha        |
| L'Enfant                                       | A Criança                                  | A Criança                                 | Jean-Pierre Dardenne Luc Dardenne | Bélgica         |
| Joyeux Noël                                    | Feliz Natal                                | Feliz Natal                               | Christian Carion                  | França          |
| La Marche de l'empereur                        | A Marcha dos Pinguins                      | A Marcha dos Pinguins                     | Luc Jacquet                       | França          |
| Oliver Twist                                   | Oliver Twist                               | Oliver Twist                              | Roman Polański                    | Reino Unido     |
| Paradise Now                                   | Paradise Now                               | O Paraíso, Agora!                         | Hany Abu-Assad                    | Palestina       |
| Pride and Prejudice                            | Orgulho e Preconceito                      | Orgulho e Preconceito                     | Joe Wright                        | Reino Unido     |
| Romanzo criminale                              | Ligações Criminosas                        |                                           | Michele Placido                   | Itália          |
| Stestí                                         | Algo como a Felicidade                     |                                           | Bohdan Sláma                      | Chéquia         |
| Wallace & Gromit: The Curse of the Were-Rabbit | Wallace & Gromit em A Batalha dos Vegetais | Wallace & Gromit: A Maldição do Coelhomem | Steve Box Nick Park               | Reino Unido     |

## Netografia
- «Vencedores dos EFA 2006» (em inglês)
- «Nomeados para os EFA 2006» (em inglês)